# Lisa Fitz

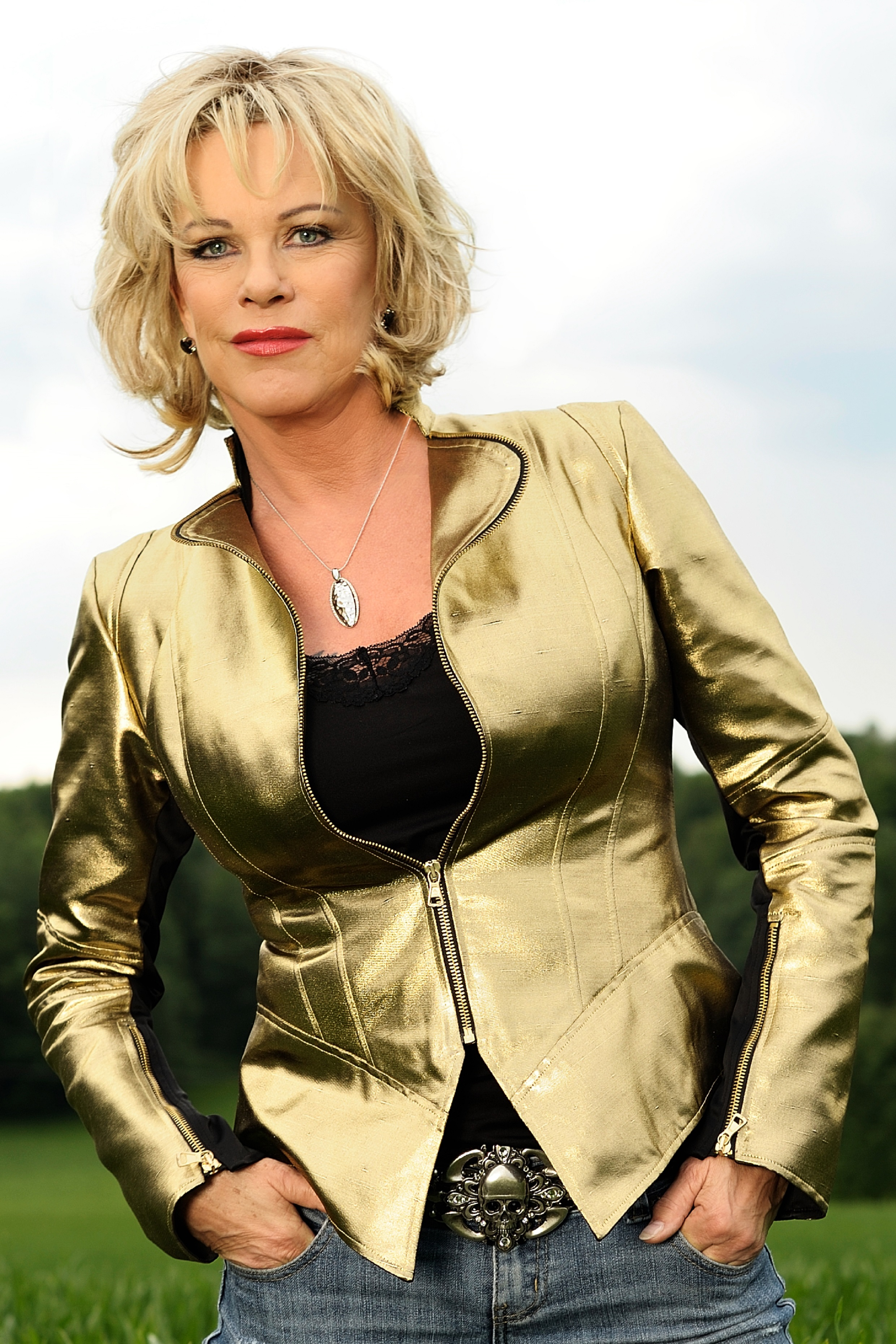
Lisa Fitz im Mai 2014

Lisa Fitz (* 15. September 1951 in Zürich) ist eine deutsche Kabarettistin, Schauspielerin und Sängerin.

## Leben
Lisa Fitz, aufgewachsen in Krailling bei München, entstammt der bayerischen Künstlerfamilie Fitz. Großvater Hans Fitz war Schriftsteller, Schauspieler  und Bühnenautor, die Großmutter Ilse Fitz Opernsängerin und Theaterleiterin. Vater Walter Fitz (1921–1992) war Komponist und Musiker, bekannt auch als Strauß-Imitator. Mutter Molly Fitz-Raffay (1923–2014) war Sängerin und Gitarristin. Ihre Tante war die Schauspielerin Veronika Fitz. Fitz ist eine Cousine des Schauspielers Michael Fitz und der Drehbuchautorin Ariela Bogenberger sowie eine Cousine zweiten Grades des Schauspielers Florian David Fitz.
Lisa Fitz besuchte von 1969 bis 1972 die Schauspielschule Zerboni und hatte Gitarren-, Gesangs- und Ballettunterricht. 1972 wurde sie weiteren Kreisen bekannt, als sie die Fernsehsendung Bayerische Hitparade im BR moderierte. Die Künstlerin war zunächst Songwriterin und schrieb die Satiresongs I bin bled (1972) und Mein Mann ist Perser (1981). 1975 moderierte sie Musik aus Studio B.
Anfang der 1980er Jahre spielte sie vorwiegend Theater und mehrere Rollen in Fernsehfilmen. Mit Franz Xaver Kroetz verband sie eine mehrjährige Zusammenarbeit (Das Nest) und eine private Beziehung.

### Kabarettistin und Fernsehkarriere ab 1983

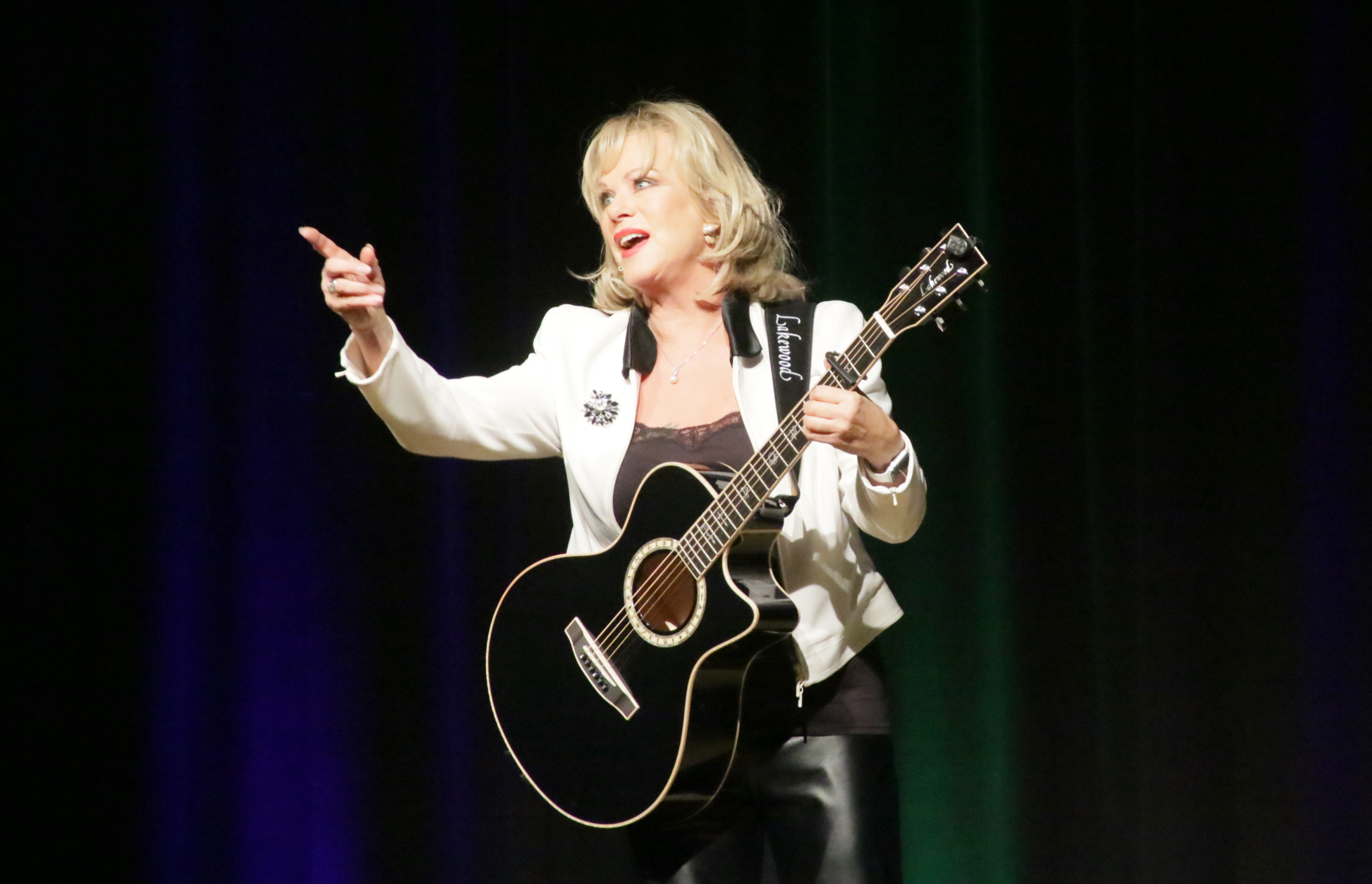
Lisa Fitz mit Gitarre (2018)

Ab 1983 trat Fitz in eigenen Shows als Kabarettistin auf. Hier war sie die erste Frau in Deutschland, die ein Soloprogramm mit eigenen Texten bot.
Mit ihren Programmen Die heilige Hur, Ladyboss, Geld macht geil, Kruzifix, …wie is’n die in echt?, Heil, Alles Schlampen – außer Mutti, Lex mihi Ars (ab 2005) und Super Plus – Tanken und Beten (ab 2008) war sie laut eigenen Angaben mit insgesamt über 4500 Auftritten in Stadthallen, Theater- und Kleinkunstbühnen in Deutschland, Österreich und der Schweiz zu sehen. 2012 folgte Mut – Vom Hasen zum Löwen und seit Mitte Mai 2015 ist sie mit ihrem jüngsten Programm Weltmeisterinnen – gewonnen wird im Kopf auf Tournee.
2001 kritisierte Fitz in einem Gespräch im Bildungskanal BR-alpha des Bayerischen Rundfunks die zunehmende Primitivität im deutschen Fernsehen am Beispiel der Sat.1-Reality-Show Girls Camp. Von 2003 bis 2004 moderierte sie die Fernsehsendung SR-Gesellschaftsabend für den Saarländischen Rundfunk. 2004 beendete der Sender die Zusammenarbeit; Anlass war Lisa Fitz’ Teilnahme an der ersten Staffel von Ich bin ein Star – Holt mich hier raus!.
Sporadisch war Fitz Gast bei Dieter Hildebrandt im Scheibenwischer, außerdem hatte sie Auftritte in vielen Talkshows sowie in der satirischen ZDF-Talkshow Blond am Freitag. Vom 25. Juni bis 4. September 2011 spielte sie bei den Karl-May-Festspielen in Bad Segeberg  als Gaststar die weibliche Hauptrolle. In der Produktion Der Ölprinz stellte sie die Treckführerin Rosalie Ebersbach dar. Im Dezember 2011 trat sie zudem bei der 20. Ausgabe des Arosa Humor-Festivals auf.

### Politische Ansichten ab 2017
Bereits 2016 gab Fitz dem von Russland finanzierten Sender RT ein Interview, in dem sie Kabarett-Kollegen als „systemimmanente Hofnarren“ bezeichnete und von einer „Weglasspresse“ sprach.
2017 verlas Anneliese Fikentscher, die Herausgeberin des als Querfront-Organ eingestuften Blogs NRhZ-Online, ein Grußwort von Fitz anlässlich der Verleihung des Kölner Karls-Preises an Ken Jebsen, dem die Verbreitung antisemitischer Verschwörungsideologien vorgeworfen wird. Fitz gratulierte Jebsen zu dem Preis, denn wesentlich brisanter als jede Verschwörungstheorie, so Fitz, sei die Verschwörungspraxis.
Im Januar 2018 sorgte Fitz mit dem auf YouTube vorab veröffentlichten Song Ich sehe was, was Du nicht siehst für Schlagzeilen. Dessen Text enthält verschiedene Anspielungen, z. B. „Die Welt wird fieser und an wem mag’s liegen?“ – „Der Schattenstaat, die Schurkenbank, der Gierkonzern, Wer nennt die Namen und die Sünden dieser feinen Herrn? Rothschilds, Rockefeller, Soros & Consorten, die auf dem Scheißeberg des Teufels Dollars horten“, was in den Medien kritisch kommentiert wurde. In der Tageszeitung Die Welt schrieb die Geschäftsführerin von Der Goldene Aluhut, Giulia Silberberger, Fitz bediene klassische antisemitische Verschwörungstheorien, der Text sei voll von Codes. Der YouTube-Kanal SchrangTV, bei dem der Song veröffentlicht wurde, werde von Heiko Schrang betrieben, einem laut Abendzeitung „Verschwörungstheoretiker“, der entsprechende Kurzvideos publiziere. Auch die Frankfurter Rundschau hielt Fitz antisemitische Äußerungen vor, stattdessen hätte Fitz laut Frankfurter Rundschau einfach „ergoogeln [können], wer auf dem globalen Finanzplatz […] so die Bigplayer sind: auf Platz 1 übrigens die Commercial Bank of China“. Lisa Fitz wandte sich gegen diese Interpretationen: „Ich habe in dem Lied auch Rockefeller und J. P. Morgan genannt, das sind keine Juden. Und ich will das Recht haben, auch jüdische Familien der Hochfinanz zu kritisieren, wenn sie sich falsch verhalten.“ Zudem meinte sie: „Wenn ich Erdogan kritisiere, bin ich nicht türkenfeindlich. Wenn ich als Pazifistin die Kriegspolitik der USA kritisiere, bin ich nicht amerikafeindlich. Und wenn ich reiche Bankhäuser kritisiere, bin ich nicht einen Hauch antisemitisch.“
Süddeutsche Zeitung-Redakteur Johann Osel schrieb im August 2019, Fitz spiele „in ihren Texten auch auf einer rechtspopulistischen Klaviatur“. Sie sei nicht rechtsradikal, aber für „Kritik an Ungerechtigkeiten“ benötige man „nicht die Rothschilds oder andere Codes der Neuen Rechten“.
Fitz drehte mehrere Videos mit Heiko Schrang, dem Betreiber eines verschwörungsideologischen YouTube-Kanals. Im Juli 2019 behauptete Fitz im Kölner Treff, die „Rothschild-Bank“ besitze 130 Zentralbanken auf der ganzen Welt.
In ihrem von April 2018 bis 2020 aufgeführten Soloprogramm sagte sie, es gebe in Deutschland eine „demokratische Diktatur der Parteien“ und sie halte „die globale Erwärmung für weniger gefährlich als die globale Verblödung“.
Fitz behauptete im Dezember 2021 in der SWR-Sendung Spätschicht, es gebe 5.000 Impftote in der EU. Die TAZ berichtete als erste über diese Falschinformation. Die Welt vermutete, diese Zahl stamme aus einem Entschließungsantrag der rechtspopulistischen Politikerin Virginie Joron (Rassemblement National) an das EU-Parlament. Die Redaktion der Kabarettsendung Spätschicht – Die Comedy Bühne entschied, Fitz’ Äußerungen „zu senden, um die Pluralität der vorkommenden Meinungen in der ,Spätschicht' zu beweisen“. Die Sendung wurde später aus der Mediathek genommen. Der Sender 3sat nahm die Sendung nicht in seine Mediathek auf und strich eine geplante Wiederholung aus dem Programm. In diesem Beitrag kommentierte Fitz zudem die Prognosen zur Virusvariante Omikron mit dem Satz: „Hauptsache die Panik bleibt frisch.“ Es gebe „ein Prozent Panikmacher, die 99 Prozent Lemminge steuern.“ Ungeimpfte müssten als „Sündenbock“ herhalten und eine Impfpflicht sei der „feuchte Traum“ der Pharma-Konzerne.
Ende Januar 2022 gab Fitz bekannt, nicht mehr in der Sendung Spätschicht aufzutreten. Sie hatte bedauert, von EU-weit 5000 Corona-Impftoten gesprochen und die Zahl nicht explizit als Verdachtsfälle benannt zu haben. Die Basis für eine vertrauensvolle Zusammenarbeit sei jedoch nicht mehr gegeben, da die Redaktion den Textbeitrag vor der Sendung gekannt und eine Woche vor der Aufzeichnung „abgesegnet“ habe. Sie habe sich gewünscht, dass die SWR-Direktion sich hinter sie stelle und ihr die Möglichkeit einer konstruktiven Korrektur einräume. Fitz sagte, ein „Formfehler“ sei kein Grund, jemanden mit 40 Jahren Kabarettgeschichte und vielfacher Auszeichnung als „Schwurblerin“, „Fake-Tante“   oder „Lügnerin“ zu diskreditieren. Eine SWR-Sprecherin teilte mit, man habe „bereits dargelegt, worin der journalistische Fehler bestand und warum der Beitrag depubliziert“ worden sei. Man habe „eine Einordnung zum Umgang mit den diskutierten Zahlen gegeben“. „Sonstige Versäumnisse des SWR“ sehe man nicht, man hätte jedoch „gerne weiter mit Lisa Fitz zusammengearbeitet“.

### Veröffentlichungen
Fitz ist auch literarisch tätig. Sie veröffentlichte zwei Romane, Flügel wachsen nach und Nuan, sowie fünf Satirebücher und die Autobiografie Der lange Weg zum Ungehorsam. Regelmäßig erschienen LPs und CDs, auch begleitend zu ihren Soloprogrammen. Für die Münchner Abendzeitung schrieb sie jahrelang eine humorige Kolumne. Seit 2022 ist sie Gastautorin bei den NachDenkSeiten.

## Privates
Fitz war zweimal verheiratet und hat einen Sohn (Nepomuk „Nepo“ Fitz, * 1981) mit ihrem Koautor und ersten Ehemann Ali Khan. Mit Nepo Fitz stand sie von 2002 bis 2005 im Kabarett-Programm Alles Schlampen – außer Mutti auf der Bühne.
Seit 2002 lebt sie mit ihrem Lebensgefährten, dem Maler und Illustrator Peter Knirsch (* 1972), auf ihrem Hof im niederbayerischen Rottal.

## Ehrungen
1987 wurde Lisa Fitz mit der Ludwig-Thoma-Medaille in Gold der Stadt München ausgezeichnet.
2019 bekam Fitz den Bayerischen Verdienstorden verliehen, was von dem Linken Bündnis gegen Antisemitismus kritisiert wurde. Die Süddeutsche Zeitung kommentierte, man müsse ihre in der Kritik stehenden Ansichten „aushalten, gerade in der Kunst“, aber „indem der Orden ihre Thesen in der Mitte der Gesellschaft verortet, werden sie salonfähig“.

## Filmografie und Fernsehshows (Auszug)
- 1970: Schulmädchen-Report: Was Eltern nicht für möglich halten
- 1972: Bayerische Hitparade
- 1974: Goldfüchse (TV-Film)
- 1975: Tatort – Das zweite Geständnis (Fernsehreihe)
- 1975: Das Nest (TV-Film)
- 1976: Die Leute von Feichtenreut (TV-Film 2-Teiler)
- 1977: Der Wittiber (TV-Film)
- 1978: Zeit zum Aufstehn (TV-Zweiteiler)
- 1978: Kläger und Beklagte (TV-Reihe)
- 1980: Auf Achse – Eine Frau in der Koje
- 1980: Heimat (TV)
- 1980: Der Neger Erwin (Herbert Achternbusch, Kinofilm)
- 1981: Mein Freund der Scheich (TV-Film)
- 1982: Der Androjäger, Folge 4 Der Mann ohne Farbe
- 1982: Meister Eder und sein Pumuckl (1.03, 1 Folge)
- 1983: Nordlichter: Geschichten zwischen Watt und Weltstadt (Fernsehserie)
- 1984: Hildes Endspiel – Eine Vorstadtballade (TV-Film)
- 1984–1990: Weißblaue Geschichten (3 Folgen)
- 1985: Polizeiinspektion 1 (Fernsehserie, 1 Folge)
- 1987: Ein Fall für zwei (Fernsehserie, Folge Ayla)
- 2000: Der Bulle von Tölz (Fernsehserie, 1 Folge)
- 2003: Großglocknerliebe – Kein Heimatfilm (Kinofilm)
- 2005–2008: Die Gerichtsmedizinerin (Titelrolle, Serie RTL)
- 2007: Notruf Hafenkante (Fernsehserie, Folge Spiel des Lebens)
- 2008: Zur Sache, Lena (Serie ZDF)
- 2009: Ein Haus voller Töchter (Sendung auf Das Vierte)
- 2014: Lebenslinien: Lisa Fitz – “Ich wollt’ Kasperl werden, nicht Gretel!” von Gabriele Dinsenbacher-Bleek (BR-Dokumentation)[22]

## Hörspiele
- 1975: Willy Purucker: Bayerische Szene: Goldfüchse – Regie: Willy Purucker
- 1980: Franz Xaver Kroetz: Maria Magdalena. Eine Komödie in 3 Akten nach Friedrich Hebbel (Marie) – Regie: Franz Xaver Kroetz
- 1981: Anton Maly: Der Komödienstadel: Schneesturm (Loni, Frau des Krämers) – Redaktion und Regie: Olf Fischer
- 1981: Lena Christ: Bayerische Szene: Die Rumplhanni (Hanni) – Redaktion und Regie: Michael Peter
- 1982: Franz Xaver Kroetz: Nicht Fisch, nicht Fleisch (Emmi) – Regie: Franz Xaver Kroetz
- 1984: Georg Lohmeier: Königlich Bayerisches Amtsgericht (5. Folge: Der Marksteinrucker) (Ursula, Tochter des Einödbauern Freimel) – Redaktion und Regie: Michael Peter
- 1984: Georg Lohmeier: Königlich Bayerisches Amtsgericht (7. Folge: Das Schmerzensgeld) (Die Kölblin, seine Frau) – Redaktion und Regie: Michael Peter
- 1984: Herbert Achternbusch: Mein Herbert (Luise) – Regie: Ulrich Heising
- 1987: Susanne Nawrath: Die Schützenliesl. Über das Leben einer stadtbekannten Schönheit (Schützenliesl) – Regie: Gustl Weishappel
- 1988: Sebastian Goy: 7 Tote hat die Woche: Am Montag öffnen Thaininger und Co. ein kleines Detektivbüro (Gusti) – Regie: Klaus Wirbitzky
- 1988: Sebastian Goy: 7 Tote hat die Woche: Am Dienstag tropft der Wasserhahn (Gusti) – Regie: Klaus Wirbitzky
- 1988: Sebastian Goy: 7 Tote hat die Woche: Larifarimittwoch (Gusti) – Regie: Klaus Wirbitzky
- 1988: Sebastian Goy: 7 Tote hat die Woche: Ein toter Apotheker sucht samstags einen Altenpfleger (Gusti) – Regie: Klaus Wirbitzky
- 1988: Sebastian Goy: 7 Tote hat die Woche: Am Sonntag hebt die schwarze Katze am Himmel warnend ihre Tatze (Gusti) – Regie: Klaus Wirbitzky

## Diskografie (Auszug)
- 1971: Song vom Hilfsarbeiter (Son of a Preacherman) (unter dem Pseudonym Lisa Bauer)
- 1972: I bin bled
- 1974: I mag di
- 1975: I sogs wias is
- 1978: I flipp’ aus
- 1983: Die heilige Hur’
- 1987: Ladyboss
- 1990: Geld macht geil
- 1993: Loonatic
- 1993: Lisa live
- 1993: Bilder im Kopf
- 1998: Die Geilsten
- 1999: Wie is’n die in echt?
- 2000: Kruzifix
- 2003: Alles Schlampen außer Mutti!
- 2005: Nuan (Hörbuch)
- 2010: Super Plus – Tanken und Beten
- 2015: Fitz Hits Jubiläumsedition (Doppel-CD)

## Bücher
- Die heilige Hur’. Mit einem Vorwort von Hanns Dieter Hüsch. Bleicher, Gerlingen 1988, ISBN 3-88350-094-1.
- Geld macht geil. Bleicher, Gerlingen 1990, ISBN 3-88350-098-4.
- Genießen erlaubt. (Mit Alfons Schuhbeck). Zabert Sandmann, München 1994, ISBN 978-3-924678-70-8.
- Heil! Bleicher, Gerlingen 1994, ISBN 3-88350-103-4.
- Flügel wachsen nach. Heyne, München 1995, ISBN 3-453-09080-2.
- Kruzifix. Nichts ist ihnen heilig! Bleicher, Gerlingen 1996, ISBN 3-88350-109-3.
- Alles Schlampen außer Mutti! Mit Cartoons von Peter Knirsch. Tilsner, Bad Tölz 2003, ISBN 3-936068-99-2.
- Nuan. Herbig, München 2005, ISBN 3-7766-2417-5.
- Kein Prinz in Sicht. Medienkombination. WortArt, Köln 2009, ISBN 978-3-941378-39-1.
- Der lange Weg zum Ungehorsam. Erinnerungen für die Zukunft. Heyne, München 2011, ISBN 978-3-453-17925-7.
- Der lange Weg zum Ungehorsam. Eine Autobiografie. Taschenbuch-Ausgabe, Weltbuch, Sargans 2022, ISBN 978-3-907347-02-7.

## Auszeichnungen
- 1974 Goldener Nürnberger Trichter
- 1985 Schwabinger Kunstpreis
- 1987 Ludwig-Thoma-Medaille
- 1990 Deutscher Kleinkunstpreis in der Kategorie Chanson/Musik/Lied
- 1993 Ybbser Spaßvogel
- 2003 Sigi-Sommer-Taler
- AZ Stern des Monats für „Geld macht geil“
- AZ Stern des Monats für „Alles Schlampen außer Mutti“
- 2012 Medienpreis des Deutschen Mittelstandes
- 2015 Bayerischer Kabarettpreis (Ehrenpreis)
- 2016 Bayerischer Poetentaler[23]
- 2019 Bayerischer Verdienstorden[24]